# 中島辰男
中島 辰男（なかじま たつお、1928年8月30日 – ）は、日本の郷土史家。福井県に関する郷土史を扱う。

## 来歴
福井県遠敷郡内外海村甲ヶ崎（現・小浜市）に生まれる。1944年11月に、福井県立小浜中学校（現・福井県立若狭高等学校）より陸軍予科士官学校に入校したが、敗戦による学校解散のため、1945年9月に帰郷した。同年10月に内外海郵便局で勤務を始める。1971年に内外郵便局長となる。
1992年6月に内外海郵便局長を依願退職した。この間、1969年に小浜市教育委員、1986年に福井県教育委員長を務めた。
1995年5月に福井県立若狭歴史民俗資料館長に就任して、2004年3月まで務めた。
2004年に日本原子力発電系の「げんでんふれあい福井財団」による第6回げんでんふるさと文化賞を受賞した。

## 著作
- 『福井県の誕生―近代の越前と若狭―』福井県教科書供給所、1997年
  - 文芸社、2014年（文庫版）
- 『若狭に想う―寄稿集―』中島辰男（私家版）、2008年
- 『若狭路往還―ふるさとからの歴史発信―』洛西書院、2009年
- 『若狭路往還2―ふるさとからの歴史発信―』自照社出版、2017年